# Copa Libertadores 1965
Die Copa Libertadores 1965 war die sechste Auflage des wichtigsten südamerikanischen Fußballwettbewerbs für Vereinsmannschaften. 10 Mannschaften nahmen teil, darunter 7 Landesmeister des Vorjahres und aus Argentinien Titelverteidiger CA Independiente sowie der Gewinner des Pokalwettbewerbs in Brasilien, der Taça Brasil, und in Bolivien, da dort noch keine nationale Meisterschaft ausgetragen wurde. Keinen Vertreter am Start hatte Kolumbien. Das Turnier begann am 31. Januar und endete am 15. April 1965 mit dem Final-Entscheidungsspiel. Der argentinische Vertreter CA Independiente gewann das Finale gegen Peñarol Montevideo und verteidigte damit seinen Titel aus dem Vorjahr.

## 1. Runde
Freilos:  CA Independiente

### Gruppe 1
| Pl. | Verein             | Sp. | S | U | N | Tore    | Diff. | Punkte |
| --- | ------------------ | --- | - | - | - | ------- | ----- | ------ |
| 1.  | Boca Juniors       | 4   | 4 | 0 | 0 | 011:300 | +8    | 08:0   |
| 2.  | Club The Strongest | 4   | 1 | 1 | 2 | 005:700 | −2    | 03:50  |
| 3.  | Deportivo Quito    | 4   | 0 | 1 | 3 | 003:900 | −6    | 01:70  |

| 31. Januar 1965    |     |                    |
| Deportivo Quito    | 0:1 | Club The Strongest |
| 7. Februar 1965    |     |                    |
| Deportivo Quito    | 1:2 | Boca Juniors       |
| 14. Februar 1965   |     |                    |
| Club The Strongest | 2:3 | Boca Juniors       |
| 21. Februar 1965   |     |                    |
| The Strongest      | 2:2 | Deportivo Quito    |
| 26. Februar 1965   |     |                    |
| Boca Juniors       | 4:0 | Deportivo Quito    |
| 5. März 1965       |     |                    |
| Boca Juniors       | 2:0 | Club The Strongest |

### Gruppe 2
| Pl. | Verein                    | Sp. | S | U | N | Tore    | Diff. | Punkte |
| --- | ------------------------- | --- | - | - | - | ------- | ----- | ------ |
| 1.  | FC Santos                 | 4   | 4 | 0 | 0 | 010:300 | +7    | 08:0   |
| 2.  | CF Universidad de Chile   | 4   | 1 | 0 | 3 | 006:900 | −3    | 02:60  |
| 3.  | Universitario de Deportes | 4   | 1 | 0 | 3 | 005:900 | −4    | 02:60  |

| 13. Februar 1965          |     |                           |
| CF Universidad de Chile   | 1:5 | FC Santos                 |
| 19. Februar 1965          |     |                           |
| Universitario de Deportes | 1:2 | FC Santos                 |
| 22. Februar 1965          |     |                           |
| Universitario de Deportes | 1:0 | Universidad de Chile      |
| 26. Februar 1965          |     |                           |
| FC Santos                 | 1:0 | CF Universidad de Chile   |
| 6. März 1965              |     |                           |
| FC Santos                 | 2:1 | Universitario de Deportes |
| 10. März 1965             |     |                           |
| CF Universidad de Chile   | 5:2 | Universitario de Deportes |

### Gruppe 3
| Pl. | Verein             | Sp. | S | U | N | Tore    | Diff. | Punkte |
| --- | ------------------ | --- | - | - | - | ------- | ----- | ------ |
| 1.  | Peñarol Montevideo | 4   | 3 | 0 | 1 | 005:200 | +3    | 06:20  |
| 2.  | Club Guaraní       | 4   | 3 | 0 | 1 | 006:500 | +1    | 06:20  |
| 3.  | Deportivo Galicia  | 4   | 0 | 0 | 4 | 002:600 | −4    | 0:80   |

| 1. Februar 1965    |     |                    |
| Deportivo Galicia  | 1:2 | Club Guaraní       |
| 8. Februar 1965    |     |                    |
| Deportivo Galicia  | *   | Peñarol Montevideo |
| 25. Februar 1965   |     |                    |
| Club Guaraní       | 2:1 | Deportivo Galicia  |
| 28. Februar 1965   |     |                    |
| Peñarol Montevideo | 2:0 | Deportivo Galicia  |
| 7. März 1965       |     |                    |
| Club Guaraní       | 2:1 | Peñarol Montevideo |
| 10. März 1965      |     |                    |
| Peñarol Montevideo | 2:0 | Club Guaraní       |

* Nicht gespielt, weil Galicia nicht antrat; Punkte an Peñarol.

## Halbfinale
|                  | Gesamt |                    | Hinspiel | Rückspiel |
| ---------------- | ------ | ------------------ | -------- | --------- |
| CA Independiente | 12:1 1 | Boca Juniors       | 2:0      | 0:1       |
| FC Santos        | 17:7 1 | Peñarol Montevideo | 5:4      | 2:3       |

### Entscheidungsspiele
|                    | Ergebnis |              |
| ------------------ | -------- | ------------ |
| CA Independiente   | 20:0 2   | Boca Juniors |
| Peñarol Montevideo | 2:1      | FC Santos    |

## Finale

### Hinspiel
| CA Independiente                                           | CA Independiente | Peñarol Montevideo | Peñarol Montevideo |
| ---------------------------------------------------------- | --- | --- | ------------------ |
| CA Independiente                                           | \| 9. April 1965 in Avellaneda, Argentinien (La Doble Visera) \| \| Ergebnis: 1:0 (0:0) \| \| Zuschauer: 45.000 \| \| Schiedsrichter: Arturo Yamasaki ( Peru) \|                                                                            | \| 9. April 1965 in Avellaneda, Argentinien (La Doble Visera) \| \| Ergebnis: 1:0 (0:0) \| \| Zuschauer: 45.000 \| \| Schiedsrichter: Arturo Yamasaki ( Peru) \|                                            | Peñarol Montevideo |
| CA Independiente                                           | Miguel Santoro, Rubén Marino Navarro, Raúl Decaría, Roberto Ferreiro, David Acevedo, Juan Carlos Guzmán, Raúl Bernao, Osvaldo Luis Mura, Luis Suárez (Vicente de la Mata II), Roque Avallay, Raúl Armando Savoy Cheftrainer: Manuel Giudice | Ladislao Mazurkiewicz, Carlos Pérez, Luis Alberto Varela, Pablo Forlán, Néstor Gonçalves, Omar Caetano, Ernesto Ledesma, Pedro Rocha, Héctor Silva, José Sasía, Juan Víctor Joya Cheftrainer: Roque Máspoli | Peñarol Montevideo |
| CA Independiente                                           | 1:0 Raúl Bernao (83.) | | Peñarol Montevideo |
| 9. April 1965 in Avellaneda, Argentinien (La Doble Visera) | | |                    |
| Ergebnis: 1:0 (0:0)                                        | | |                    |
| Zuschauer: 45.000                                          | | |                    |
| Schiedsrichter: Arturo Yamasaki ( Peru)                    | | |                    |

### Rückspiel
| Peñarol Montevideo                                         | Peñarol Montevideo | CA Independiente | CA Independiente |
| ---------------------------------------------------------- | --- | --- | ---------------- |
| Peñarol Montevideo                                         | \| 12. April 1965 in Montevideo, Uruguay (Estadio Centenario) \| \| Ergebnis: 3:1 (2:0) \| \| Zuschauer: 45.000 \| \| Schiedsrichter: Arturo Yamasaki ( Peru) \|                                                            | \| 12. April 1965 in Montevideo, Uruguay (Estadio Centenario) \| \| Ergebnis: 3:1 (2:0) \| \| Zuschauer: 45.000 \| \| Schiedsrichter: Arturo Yamasaki ( Peru) \|                                                                           | CA Independiente |
| Peñarol Montevideo                                         | Ladislao Mazurkiewicz, Carlos Pérez, Luis Alberto Varela, Pablo Forlán (Miguel Reznik), Néstor Gonçalves, Omar Caetano, Ernesto Ledesma, Pedro Rocha, José Sasía, Héctor Silva, Juan Víctor Joya Cheftrainer: Roque Máspoli | Miguel Santoro, Rubén Marino Navarro, José Paflik, Roberto Ferreiro, David Acevedo, Juan Carlos Guzmán, Raúl Bernao, Osvaldo Luis Mura, Luis Suárez, Roque Avallay (Vicente de la Mata II), Raúl Armando Savoy Cheftrainer: Manuel Giudice | CA Independiente |
| Peñarol Montevideo                                         | 1:0 Néstor Gonçalves (14.) 2:0 Miguel Reznik (43.) 3:0 Pedro Rocha (46.) | 3:1 Vicente de la Mata II (88.) | CA Independiente |
| 12. April 1965 in Montevideo, Uruguay (Estadio Centenario) | | |                  |
| Ergebnis: 3:1 (2:0)                                        | | |                  |
| Zuschauer: 45.000                                          | | |                  |
| Schiedsrichter: Arturo Yamasaki ( Peru)                    | | |                  |

### Entscheidungsspiel
| CA Independiente                                     | CA Independiente | Peñarol Montevideo | Peñarol Montevideo |
| ---------------------------------------------------- | --- | --- | ------------------ |
| CA Independiente                                     | \| 15. April 1965 in Santiago, Chile (Estadio Nacional) \| \| Ergebnis: 4:1 (3:1) \| \| Zuschauer: 40.000 \| \| Schiedsrichter: Arturo Yamasaki ( Peru) \|                                                                                 | \| 15. April 1965 in Santiago, Chile (Estadio Nacional) \| \| Ergebnis: 4:1 (3:1) \| \| Zuschauer: 40.000 \| \| Schiedsrichter: Arturo Yamasaki ( Peru) \|                                                                  | Peñarol Montevideo |
| CA Independiente                                     | Miguel Santoro, Rubén Marino Navarro, Raúl Decaría, Roberto Ferreiro, David Acevedo, Juan Carlos Guzmán, Raúl Bernao, Osvaldo Luis Mura, Vicente de la Mata II (Miguel Mori) Roque Avallay, Raúl Armando Savoy Cheftrainer: Manuel Giudice | Ladislao Mazurkiewicz, Carlos Pérez, Luis Alberto Varela, Pablo Forlán, Néstor Gonçalves, Omar Caetano, Ernesto Ledesma, Pedro Rocha, Miguel Reznik (José Sasía), Héctor Silva, Juan Víctor Joya Cheftrainer: Roque Máspoli | Peñarol Montevideo |
| CA Independiente                                     | 1:0 Carlos Pérez (10., Eigentor) 2:0 Raúl Bernao (27.) 3:0 Roque Avallay (33.) 4:1 Osvaldo Luis Mura (82.) | 3:1 Juan Joya (44.) | Peñarol Montevideo |
| 15. April 1965 in Santiago, Chile (Estadio Nacional) | | |                    |
| Ergebnis: 4:1 (3:1)                                  | | |                    |
| Zuschauer: 40.000                                    | | |                    |
| Schiedsrichter: Arturo Yamasaki ( Peru)              | | |                    |